# Андріївське (Конотопський район)
Андрі́ївське — село в Україні, у Попівській сільській громаді Конотопського району Сумської області. Населення становить 58 осіб. До 2020 орган місцевого самоврядування — Кошарівська сільська рада.

## Географія
Село Андріївське розташоване на відстані 5 км від лівого берега річки Ромен. На відстані 1 км розташовані села Кошари та Нечаївське.
По селу тече струмок, що пересихає із загатами.

## Історія
- Село постраждало внаслідок геноциду українського народу, проведеного окупаційним урядом СССР 1923-1933 та 1946-1947 роках[джерело?].

| Україна | Це незавершена стаття з географії України. Ви можете допомогти проєкту, виправивши або дописавши її. |